# Cabiros

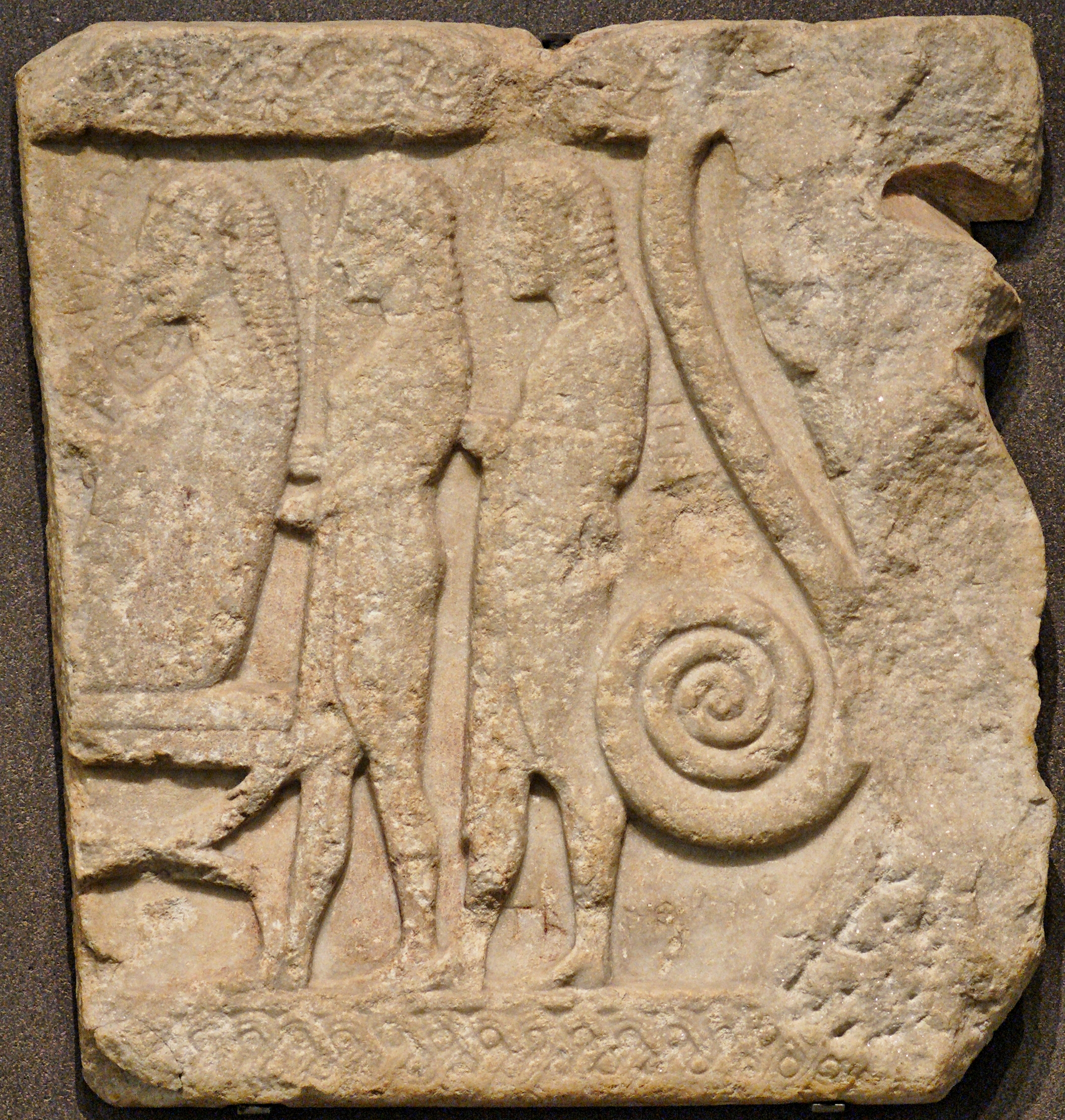
De izquierda a derecha, Agamenón, Taltibio y Epeo, identificados por las inscripciones en jónico. Fragmento de un relieve hallado en Samotracia, quizá el brazo del trono de una estatua de culto. Puede representar la iniciación de Agamenón en el culto mistérico samotracio. Mármol, estilo arcaico griego, c. 560 a. C.

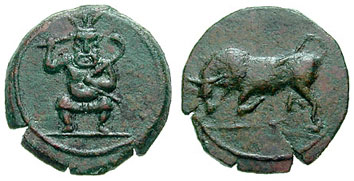
Cabiro en cuclillas sosteniendo un martillo en la mano derecha y una serpiente en la izquierda (anverso).
Toro embistiendo (reverso). Ebusus (Ibiza), bronce, c. 210-principios del

En la mitología griega, los Cabiros o Cabirios (en griego antiguo Κάβειροι, Kábeiroi) eran un grupo de enigmáticas deidades ctónicas. Fueron adorados en un culto mistérico que tuvo su centro en la isla de Samotracia (Grecia) y estuvo estrechamente relacionado con el mito de Hefesto. El culto se extendió rápidamente por todo el mundo griego durante el período helenístico, siendo finalmente adoptado por los romanos. La mención más antigua de los cabiros está referenciada en una tragedia perdida de Esquilo, Los cabiros, en la que los argonautas se encuentran a los cabiros en Lemnos y estos les prometen cantidades ingentes de vino.
Es probable que los Cabiros fueran originalmente deidades frigias de la fertilidad y protectores de los marineros, que los griegos importaron a su panteón. Según Mnaseas son cuatro en número Axíero, Axiocersa, Axiocerso y Casmilo. La misma fuente dice que Axíero es Deméter, Axiocersa es Perséfone, Axiocerso es Hades y Casmilo es Hermes. La sustitución de Hades por Hefesto se debe a que Hades es el esposo de Perséfone.
Acusilao afirma que de Cabiro y Hefesto nació Cadmilo, y que éste fue padre de tres Cabiros, de los que nacieron las ninfas Cabírides. Ferécides se refiere a la unión de Cabiro, hija de Proteo, y Hefesto, de la que nacerían los tres Cabiros y las tres ninfas Cabírides, unos y otras objeto de culto. Nono dice, siguiendo la línea del anterior, que los cabiros eran dos, hijos de Hefesto y de la tracia Cabiro. Eran Alconte y Eurimedonte, muy versados en las artes de la fragua.
En Tebas, cerca de la puerta Neísta, hay un santuario de Deméter Cabiria y Core. Dicen que en este lugar existió un día una ciudad y unos hombres llamados Cabiros, y cuando Deméter vino a conocer a Prometeo, uno de los Cabiros, y a Etneo, su hijo, les confió algo para que lo guardaran.
Calímaco refiere que los Cabiros tienen una procedencia frigia-anatolia, o bien egipcia según otros, pero sea como sea están vinculados al oriente. Cuenta, en una historia que no se ha conservado bien, sobre un fratricidio cometido por dos hermanos con un tercero y que estaría, al parecer, vinculado al nacimiento del culto de los Cabiros. En todo caso, Ones es un nombre oriental que está asociado a la figura de Totes, a los Cabiros y a Hefesto.
Sin embargo, debido al secretismo de su culto, su exacta naturaleza y relación con otras antiguas figuras religiosas griegas y tracias permaneció misteriosa. Como resultado, la afiliación y papel de los Cabiros cambió significativamente con el tiempo, incluyéndose entre las variantes comunes una pareja femenina Axíero y Axiocersa y dos jóvenes gemelos que a menudo eran confundidos con Cástor y Pólux, quienes también eran adorados como protectores de los marineros. El número de Cabiros también cambió, con algunas fuentes citando cuatro (a menudo una pareja masculina y otra femenina) e incluso a veces más, como una tribu o raza completa de Cabiros.

## Etimología
La etimología de su nombre es desconocida, siendo probablemente un préstamo del lemnio. La palabra semítica kabir (‘grande’) ha sido comparada con Κάβειροι desde al menos Joseph Justus Scaliger en el siglo XVI, pero nada más parecía señalar a un origen semítico hasta que la idea de los ‘grandes’ dioses expresada por la raíz semítica K-B-R se vio definitivamente avalada para el norte de Siria en el siglo XIII a. C. en textos de Emar publicados por D. Arnaud en 1985-87. Walter Burkert señala que J. Wackernagel había producido una etimología hindi en 1907, y en 1925 A. H. Sayce había sugerido una relación con el hitita habiri (‘saqueadores’, 'mercenarios', ‘forajidos’), pero descubrimientos posteriores han hecho esta hipótesis inverosímil por motivos fonológicos.
El nombre de los Cabiros recuerda a de Kabeiros, una montaña de la región de Berecintia en Asia Menor, estrechamente relacionada con la Diosa Madre frigia. El nombre de Cadmilo, uno de los Cabiros que solía se representado como un muchacho joven, estaba relacionado incluso en la antigüedad con camillus, una antigua palabra latina para designar a los niños que asistían en un rito y que es probablemente un préstamo del etrusco.

## Mito
En los mitos, la Cabiros presentan muchas similitudes con otras razas fabulosas, como los Telquines de Rodas, los Cíclopes, los Dáctilos, los Coribantes y los Curetes. Estos grupos diferentes eran a menudo confundido o identificados unos con los otros debido a que varios de ellos, como los Cíclopes y los Telquines, estaban también asociados con la metalurgia.
Diodoro Sículo dijo de los Cabiros que eran Idaioi dactyloi (‘Dáctilos ideos’). Los Dáctilos ideos eran una raza de seres divinos relacionados con la Diosa Madre del monte Ida, una montaña de Frigia consagrada a la diosa. Hesiquio de Alejandría escribió que los Cabiros era karkinoi (‘cangrejos’). Aparentemente así se les concebía como seres anfibios (recordando de nuevos a los Telquines), con pinzas en lugar de manos que usaban como tenazas (en griego karkina) para trabajar el metal.
El número exacto y nombres de los Cabiros variaba en las diferentes referencias a ellos. Como deidades mistéricas, los Cabiros raramente eran nombrados individualmente, siendo generalmente llamados «grandes dioses». Según algunas fuentes originalmente había dos Cabiros. Estos llegaron a ser representados en el arte como una pareja de dioses: uno viejo, tumbado y barbudo y otro más joven, de pie. Más tarde fueron cuatro: dos masculinos (Axiocerso y Cadmilo) y dos femeninos (Axiocersa y Axíero). De otras versiones puede inferirse que había una multitud de ellos, como en la de Pausanias, donde son descritos como una raza o tribu y no meramente cuatro individuos. En otro culto posterior, los Cabiros fueron mezclados frecuentemente con los Dioscuros, Cástor y Pólux, y retratados como una pareja de jóvenes casi indistinguibles de ellos.
Se ha sugerido que los misterios órficos pueden haber tenido sus orígenes con los Cabiros.

## Culto
Se han hallado evidencias del culto de los Cabiros en un yacimiento de la Grecia continental, en Tebas, en Tracia (Seutópolis, etcétera) y en Asia Menor, siendo aparentemente las islas de Samotracia y Lemnos los principales centros de adoración.

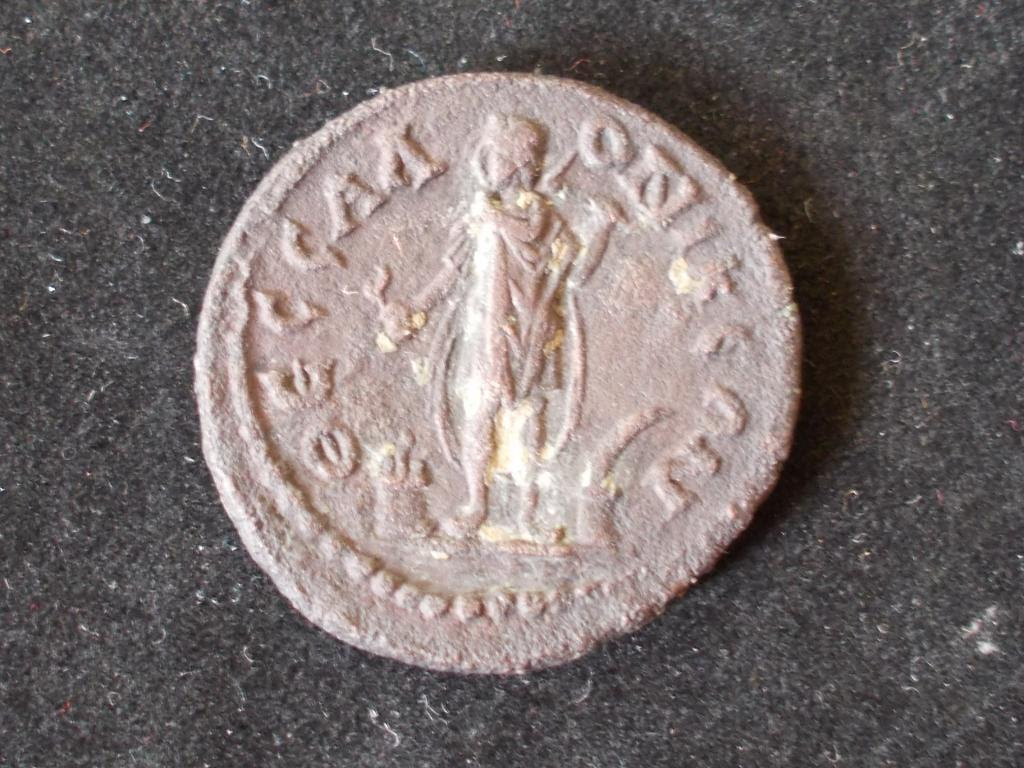
Moneda romana de Tesalónica con imagen tradicional del Kabeiros

En Lemnos puede identificarse un antiguo santuario dedicado a los Cabiros gracias a los vestigios de inscripciones, y parece haber sobrevivido a la conquista griega por parte de Miltiades en siglo VI a. C. y a la subsiguiente helenización. El geógrafo Estrabón contó que en Lemnos la madre (no tenían padre) de los Cabiros era Cabiro (en griego Καβειρω), una hija de Proteo y diosa a la que los griegos podrían haber llamado Rea. Esquilo escribió una obra titulada Los Cabiros, y en los fragmentos que se conservan éstos aparecen como un coro dando la bienvenida a los Argonautas en Lemnos. Aquí los misterios de los Cabiros parecen haber tenido un carácter chillón y burlesco: los únicos hallazgos característicos son vasijas para el vino y una inscripción en Lemnos alude al parapaizonti, el que ‘bromea por el camino’.
En la Tebas griega (Beocia) hay más hallazgos diversos, que incluyen muchos pequeños toros votivos de bronce y que continuaron hasta la época romana, cuando el viajero Pausanias, siempre alerta a la historia de los cultos, aprendió que fue Deméter Kabeiriia quien instigó el rito de iniciación allí en el nombre de Prometeo y su hijo Etneo. Walter Burkert escribe que «esto señala a los gremios de herreros análogos a los del Hefesto lemnio.» Las dedicatorias votivas en Tebas son al Kabeiros (en griego Κάβειρος) en singular, y juguetes infantiles como trompos votivos para País sugieren una iniciación a la edad adulta. Se bebía vino copiosamente, en copas características que se rompían ritualmente. Enanos gordos y primitivos (parecidos a los seguidores de Sileno) con genitales prominentes se pintaban en estas copas.
En la cultura griega clásica los misterios de los Cabiros en Samotracia permanecieron populares, siendo conocidos incluso en Atenas (por ejemplo, Heródoto había sido iniciado en ellos), aunque se confió poco a las escritura salvo unos pocos nombres y relaciones genealógicas simples. Los marinos griegos podían invocar a los Cabiros como «grandes dioses» en momentos de peligro. El santuario arcaico de Samotracia fue reconstruido al estilo griego. Pero en la entrada al santuario, que había sido minuciosamente excavada, el anticuario romano Varrón halló que había habido pilares gemelos de latón, hermas fálicas, y que en el santuario se entendía que el hijo de la Diosa, Cadmilo, era en algún sentido místico también su consorte.